# Diecéze Cork
Diecéze Cork byla založena v sedmém století. Diecéze Cork byla jednou ze čtyřiadvaceti diecézí založených na synodě v Rathbreasailu na území starobylého biskupství založeného svatým Finbarrem v šestém století. Dne 30. července 1326 vydal papež Jan XXII. na žádost anglického krále Eduarda II. papežskou bulu o sloučení biskupství Cork a Cloyne, přičemž sloučení mělo nabýt účinnosti po smrti jednoho z biskupů. Spojení mělo vstoupit v platnost smrtí Filipa ze Slane v roce 1327, nicméně biskupové byli stále jmenováni pro každé biskupství zvlášť. K fúzi nakonec došlo a v roce 1429 byl biskupem sjednoceného stolce v Corku a Cloyne jmenován Jordan Purcell.
V římskokatolické církvi byla diecéze 19. dubna 1958 spojena s diecézí Ross a vznikla tak římskokatolická diecéze Cork and Ross. V Irské církvi je diecéze součástí spojených diecézí Cork, Cloyne a Ross.